# Saltillo (Tennessee)
Saltillo – miasto w Stanach Zjednoczonych, w stanie Tennessee, w hrabstwie Hardin.